# Высочиненко, Семён Дмитриевич
Семён Дмитриевич Высочиненко (14 сентября 1900, Харьков, Российская империя — 13 января 1938, Пермь, СССР) — советский партийный и комсомольский деятель, генсек ЦК ЛКСМ Украины.

## Биография
Родился 14 сентября 1900 в городе Харькове в семье рабочих. С 1912 по 1917 работал на харьковском механическом заводе общества «Гельферих-Саде» (по другим данным, в 1916—1917 годах — рассыльный в частном магазине, а в 1917—1918 годах — рабочий Харьковского механического завода). Обучался в городском училище (образование — незаконченное среднее). С 1917 года — член КПСС, с ноября 1917 года член Временного комитета Социалистического Союза рабочей молодежи (Харьков). В 1918 году на подпольной большевистской работе (Харьков). С 1919 по 1920 год находился в составе 3-го Луганского полка, участвовал в боях с деникинцами. С 1920 года заместитель директора харьковского завода «Гельферих-Саде», внёс предложение о переименовании завода на «Серп и молот». С 1919 по 1920 годы был на политической работе в РККА. С 1920 по 1923 год — на партийной, профсоюзной работе (Харьков). С 1924 по 1925 год — секретарь Харьковского губернского комитета, а также секретарь ЦК Ленинского коммунистического союза молодежи Украины. С 27 марта 1925 по 1927 годы был генеральным секретарём ЦК ЛКСМ Украины. С 16 мая 1924 по 6 декабря 1925 был кандидатом в члены Центральной Контрольной Комиссии Компартии Украины.
С 12 декабря 1925 по 20 ноября 1927 года — член ЦК Компартии Украины, кандидат в члены Организационного бюро ЦК Компартии Украины. С 1927 по 1929 год обучался в Коммунистической академии. В 1929—1931 годах — ответственный секретарь Миньярского РК ВКП(б), с 1931 года по февраль 1936 года — ответственный секретарь Свердловского-Ленинского РК ВКП(б). По другим сведеньям в 1934  1-й секретарь Мотовилихинского городского комитета ВКП(б) (Свердловская область)
26 января—10 февраля 1934 года делегат XVII съезда ВКП(б) с совещательным голосом.
С февраля 1936 года по июль 1937 — первый секретарь Молотовского ГК ВКП(б). 18 июля 1937 года арестован и обвинён в шпионаже. 13 января 1938 года казнён в Перми. Реабилитирован посмертно.

## Память
В честь Высочиненко в его родном Харькове была названа улица; в 2015 году, после принятия «Закона о декоммунизации», в список которого попал Семён Дмитриевич, она была переименована в улицу Ивана Михайлика.